# Хоџа Садедин
Хоџа Садедин (или Са'дудин) Ефендија (тур. خواجه سعد الدین افندی; 1536 или 1537 - 2. октобар 1599) био је османски  учењак, званичник и историчар, учитељ османског султана Мурата III (када је Мурад био принц). Његово име се транскрибује другачије: Са'д ад-Дин, Са'д ал-Дин, Са'адедин, Садедин итд.

## Биографија
Рођен је у Истанбулу 1536/37. Године као син Недими Хасана Џан Селима I. Стекао је добро образовање, ступио у илмије и радио као професор између 1556. и 1573. године. Био је именован за учитеља принца Мурата, који је био у Маниси,  и то му је помогло да се брзо уздиже наредних година.
1574. године доласком Мурата на престо, постао је утицајан у државним пословима. Играо је активну улогу у унутрашњој и спољној политици захваљујући свом утицају на султана, штитећи га током владавине Мехмеда. Одиграо је важну и активну улогу у победи у Мађарској,  тако што је убедио султана да не напушта бојно поље 1596. године. Обезбедио је да Јусуф Синан-паша, чија се корисност видела у бици код Хаџове, буде постављен за великог везира. Међутим, пао је у немилост под утицајем султаније Сафије. Једва је избегао изгнанство и дозвољено му је да остане у Истанбулу под условом да се не меша у државне послове. У овом процесу, након смрти шајха ал-ислама Бостанзаде Мехмеда ефендије 1598. године, доведен је на положај шејха ал-ислама упркос противљењу Великог везира Хадима Хасан-паше, који се противио његовом именовању за шејха ал-ислама 1598. године.
Као шејх ал-ислам, показивао је велики талент за писање фатви. Осим што је био шејх-ал-ислам и професор, своју праву славу стекао је радом под називом Tac üt-tevarih, познат и као "Круна историје", историје Османског царства у прози и стиху.
Када је његов најстарији син Мехмед Ефенди био прилично млад, именован је за судију Меке, а одмах затим и судијом Истанбула. Два месеца касније, постао је анадолски Казаскер; У то време је имао 29 година. Његов други син Есад Ефенди изненада је постао судија Едирна из медресе, а касније је постао судија Истанбула, када је имао само 25 година.

## Публикације
- Hoca Sadeddin Efendi, Tâcü't-tevârih. Sad. İsmet Parmaksızoğlu, vols. 1-5, Kültür Bakanlığı, Ankara, 1974-1979, 1999. 
  - Том 1: Osman Gazi, Orhan Gazi, Hüdevendigar Gazi ve Yıldırım Han Devirleri.
  - Том 2: Yıldırım Han'dan Fatih Sultan Mehmed'e.
  - Том 3: Fatih Sultan Mehmed ve İkinci Beyazid Dönemi.
  - Том 4: Şehzadelerin Girişimleri - Selimname ve Yavuz Sultan Selim Dönemi.
  - Том 5: Hatime. Orijinal karton kapaklarında.
- Saad ed-dini scriptoris turcici Annales turcici usque ad Muradem I cum textu turcico impressi.
- Бугарски превод: Калицин, Мария. Корона на историите на Ходжа Садеддин. Велико Търново (Veliko Tarnovo), Publ. "Абагар" ("Abagar"), 2000, 437 с,  954-427-427-8